# Corpataux

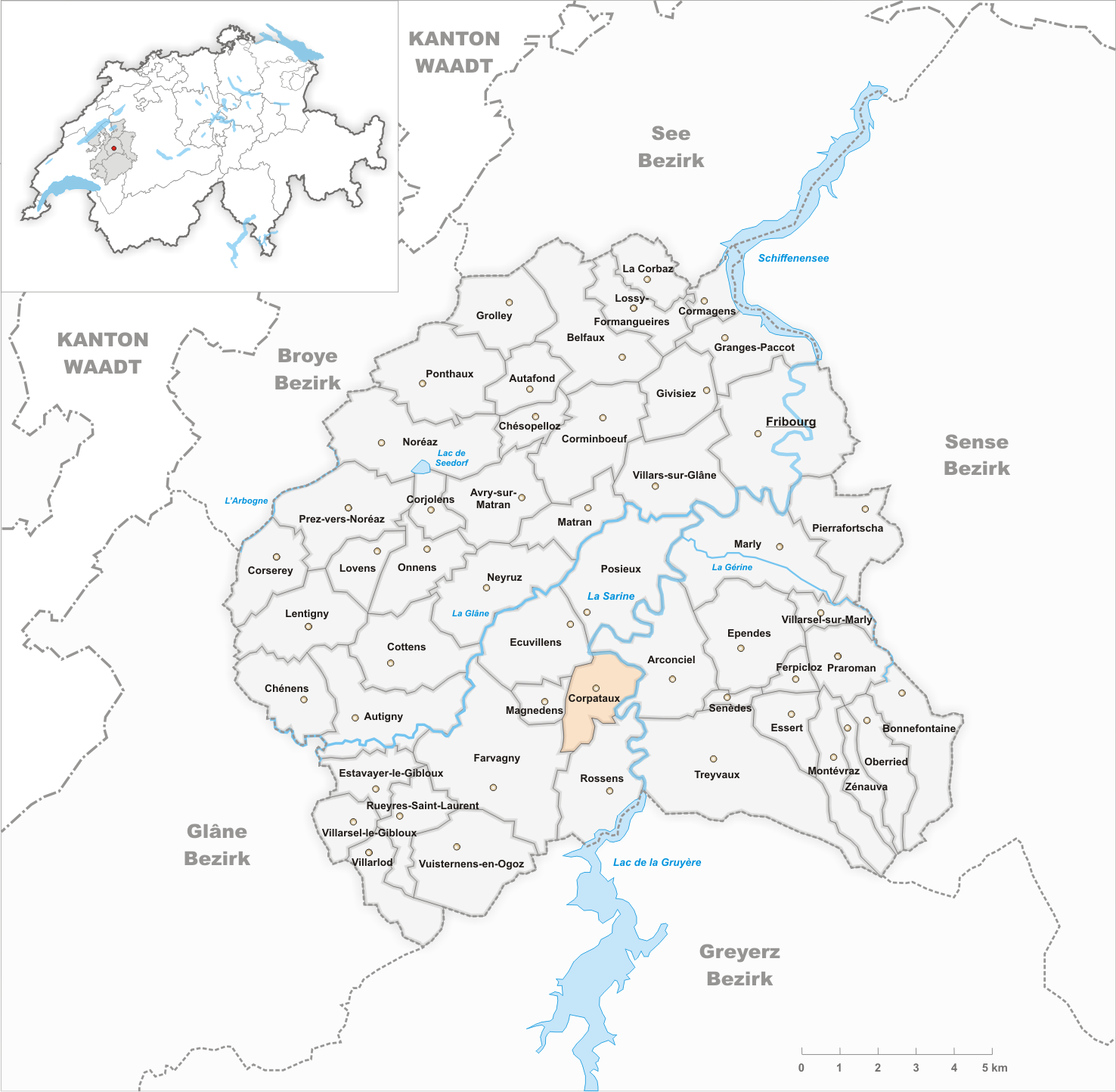
Gemeindestand vor der Fusion am 1. Januar 1999

Corpataux ist eine ehemalige Gemeinde des Bezirks Saane des Kantons Freiburg in der Schweiz. Am 1. Januar 1999 wurde die Gemeinde mit der ehemaligen Gemeinde Magnedens zur Gemeinde Corpataux-Magnedens  fusioniert. Seit 2016 gehört das Dorf zur Gemeinde Gibloux.